# Cine épico

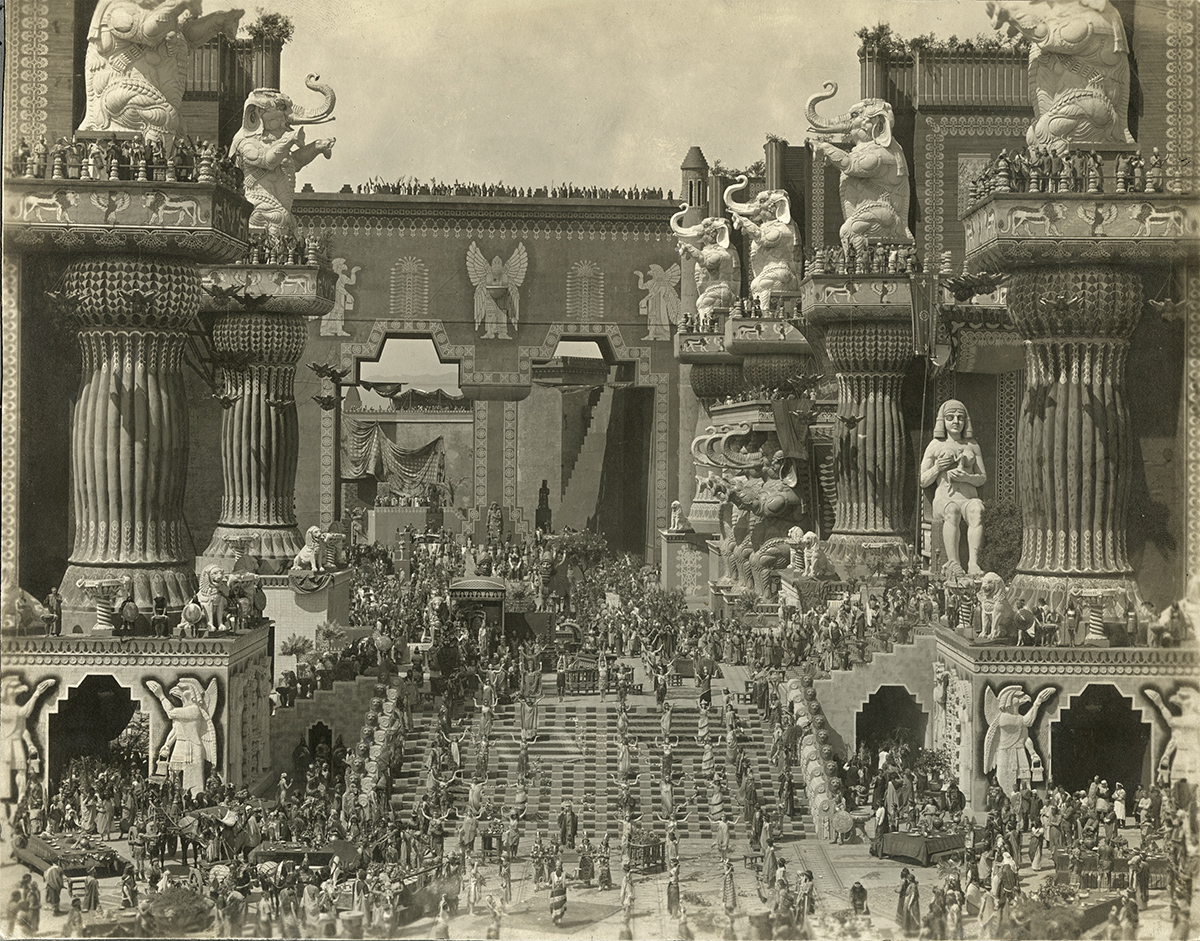
Fotograma de la película muda Intolerancia (1916) de D. W. Griffith, escenificando la fiesta de Belsasar en el patio central de Babilonia.

Los términos cine épico o película épica se refieren a un género cinematográfico en el que las películas suelen ser grandes producciones, con una temática normalmente dramática. El apelativo de «épico», aquí aplicado al cine, deriva de las grandes historias y personajes de la novela épica, y si bien normalmente se emplea para hablar de las así llamadas películas «de capa y espada», también se suele usar el término cuando se habla de los grandes westerns, ciertas películas fantásticas y también algunas películas históricas.

## Características
El término «épico» hace referencia en general a películas de larga duración, que a menudo centran su trama en tiempos de guerra o de conflictos y que suelen abarcar un amplio espacio de tiempo. Se suele usar un escenario histórico, aunque también se puede utilizar una ubicación de ficción. Normalmente, las películas épicas centran su trama en la consecución de una serie de metas o búsqueda, las cuales tienen que ser alcanzadas por un «héroe» o por un grupo de personas.
Este género de películas alcanzó su cima en las décadas de los años 1950 y 60, cuando Hollywood colaboraba habitualmente con estudios cinematográficos extranjeros (por ejemplo, los estudios italianos de Cinecittà) para usar escenarios «exóticos» en países como España o Marruecos. Este boom de las películas épicas se considera que acabó después del pinchazo que supuso la película Cleopatra (1963), aunque aún hoy en día se siguen produciendo películas de este género.
Alguno de los directores de más éxito de este género han sido David Lean, Sergio Leone, John Ford, William Wyler, George Lucas, Steven Spielberg, Werner Herzog, Cecil B. DeMille, Peter Jackson, D. W. Griffith, Christopher Nolan y Ridley Scott.
En la 78.ª Gala de Entrega de los Premios de la Academia se rindió un homenaje a este género de películas con la proyección de un montaje en el que aparecían algunas de las películas «épicas» más famosas de la historia.

## Ejemplos de cine épico
- El nacimiento de una nación (1915)
- Intolerancia (1916)
- El acorazado Potemkin (1925)
- Napoleón (1927)
- King Kong (1933)
- Lo que el viento se llevó (1939)
- La diligencia (1939)
- Fantasía (1940)
- Quo vadis? (1951)
- The Greatest Show on Earth (1952)
- The Robe (1953)
- Demetrius and the Gladiators (1954)
- Bengal Brigade (1954)
- Los siete samuráis (1954)
- Mister Roberts (1955)
- The Searchers (1956)
- Alejandro Magno (1956)
- Guerra y paz (1956)
- Los diez mandamientos (1956)
- El puente sobre el río Kwai (1957)
- Ben-Hur (1959)
- Espartaco (1960)
- El Cid (1961)
- Los cañones de Navarone (1961)
- La conquista del Oeste (1962)
- Lawrence de Arabia (1962)
- El león de Esparta (1962)
- El día más largo (1962)
- Jasón y los argonautas (1963)
- Cleopatra (1963)
- The Great Escape (1963)
- Zorba, el griego (1964)
- Doctor Zhivago (1965)
- La armada Brancaleone (1966)
- Il buono, il brutto, il cattivo (1966)
- C'era una volta il West (1968)
- 2001: A Space Odyssey (1968)
- Waterloo (1970)
- Giù la testa (1971)
- Las películas de Monty Python (1971 - 1983)
- El padrino (1972)
- Edvard Munch (película) (1974)
- One Flew Over the Cuckoo's Nest (1975)
- Barry Lyndon (1975)
- A Bridge Too Far (1977)
- La saga Star Wars (desde 1977)
- Las películas de Star Trek (desde 1979)
- Apocalypse Now (1979)
- Being There (1979)
- Das Boot (1981)
- Pasaje a la India (1984)
- Érase una vez en América (1984)
- Brazil (1985)
- King David (1985)
- El último emperador (1987)
- Dances with Wolves (1990)
- La lista de Schindler (1993)
- Gettysburg (película) (1993)
- Forrest Gump (1994)
- Braveheart (1995)
- El paciente inglés (1996)
- Titanic (1997)
- La princesa Mononoke (1997)
- Saving Private Ryan (1998)
- Elizabeth (1998)
- La Saga de Matrix (Desde 1999)
- Gladiator (2000)
- La trilogía El señor de los anillos (2001-2003)
- Las películas de Harry Potter (2001-2011)
- Ciudad de Dios (2002)
- El último samurái (2003)
- Open Range (2003)
- La Saga Piratas del Caribe (2003 - 2017)
- Troya (2004)
- Alejandro Magno (2004)
- La pasión de Cristo (2004)
- Memorias de una geisha (2005)
- Kingdom of heaven (2005)
- King Kong (2005)
- 300 (2006)
- The Prestige (2006)
- The Other Boleyn Girl (2008)
- Inglourious Basterds (2009)
- El acantilado rojo (2009)
- Avatar (2009)
- Revolución: El cruce de los Andes (2010)
- Belgrano (película) (2010)
- La trilogía cinematográfica Batman, de Christopher Nolan (2005-2012)
- The Avengers (2012)
- Lincoln (2012)
- Django Unchained (2012)
- La trilogía El Hobbit  (2012-2014)
- Las películas de Los Juegos del Hambre  (2012-2015)
- 47 Ronin (2013)
- Kaze Tachinu (2013)
- Boyhood (2014)
- 300: Rise of an Empire (2014)
- Exodus: Gods and Kings (2014)
- Noé (2014)
- Interstellar (2015)
- The Hateful Eight (2015)
- El renacido (2015)
- Hasta el último hombre (2016)
- Ben-Hur (2016)
- Transformers: el último caballero (2017)
- Avengers: Infinity War (2018)
- Bohemian Rhapsody (2018)
- Avengers: Endgame (2019)
- El irlandés (2019)
- 1917 (2019)
- Midway: Batalla en el Pacífico (2019)
- Liga de la Justicia de Zack Snyder (2021)
- Dune (2021)
- Avatar: El Camino del Agua (2022)